# Kaple svatého Jana Křtitele (Kadaň)
Kaple sv. Jana Křtitele v Kadani se nachází v nynější ulici Jana Švermy v sousedství domu čp. 610 poblíž kadaňského františkánského kláštera Čtrnácti svatých Pomocníků.

## Historie
Již počátkem 17. století a v průběhu století 17. a 18. se zejména na Sedleckém předměstí v Kadani ubytovávaly nesčetné zástupy poutníků, kteří v početných davech navštěvovali poutní místo ve františkánském klášteře Čtrnácti svatých Pomocníků, nacházejícím se pod Svatou horou v místech za kadaňskými předměstskými hradbami.

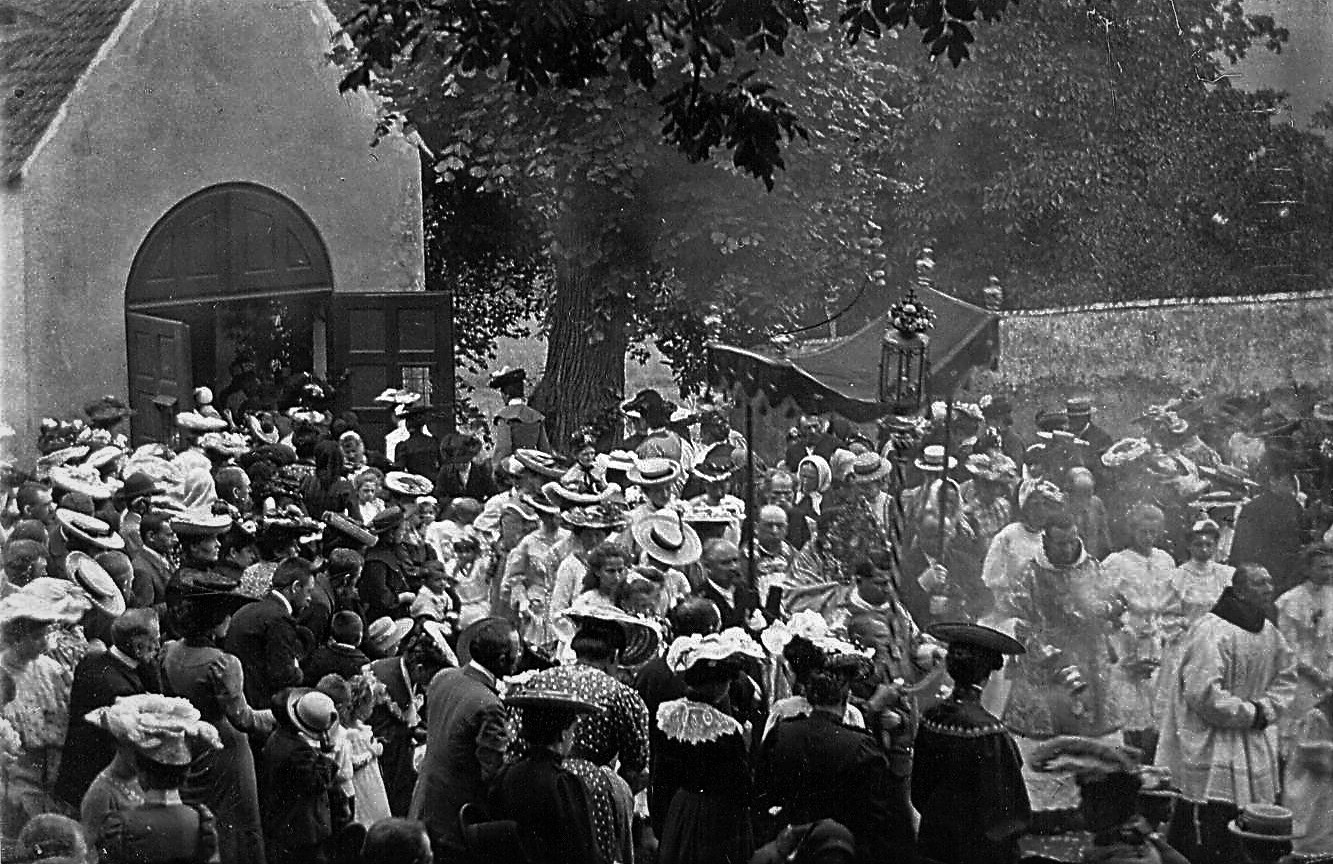

Kapli sv. Jana Křtitele si nechali roku 1641 vystavět poutníci z města Klášterce nad Ohří. Měla jim sloužit při mohutném provozu poutního místa Čtrnácti svatých Pomocníků jako vlastní shromaždiště, i jako místo ke zbožnému čekání. Tato takzvaná Klášterecká kaple, k jejíž pravidelné údržbě se též Klášterečtí občané zavázali, se do nynějších dob nachází v ulici Jana Švermy v sousedství domu čp. 610. Z pozdějších dob existují dokonce písemné záznamy o sporu mezi městem Kadaní a bratry františkány o vlastnická práva k této kapli. Asi největší nápor poutníků zažil kadaňský františkánský klášter a jeho okolí v roce 1713. Tehdy se v celém františkánském řádu slavilo svatořečení italské klarisky (příslušnice řádu Chudých sester svaté Kláry – ženské větvě řeholního řádu menších bratří františkánů – tzv. minoritů) sv. Kateřiny Boloňské (odkaz), kanonizované o rok dříve, tedy roku 1712. Na slavnosti v kostele Čtrnácti svatých Pomocníků v areálu kadaňského františkánského kláštera mělo tehdy podle historických pramenů dorazit na dvacet tisíc poutníků. I později bylo poutní místo hojně navštěvováno stovkami poutníků zejména z Kadaňska, tedy od řeky Ohře a Liboce, Krušných hor i Doupovských vrchů, ale dokonce též ze žateckých rovin. Dalšími oblíbenými a hojně navštěvovanými poutními událostmi bývala především františkánská slavnost zvaná porciunkule, připadající vždy na 2. srpen v roce, nebo eucharistické procesí, které bylo v Kadani konáno vždy o slavnosti Božího Těla.

## Zajímavost
Okolí kaple sv. Jana Křtitele je dějištěm jedné z kadaňských pověstí. Má se zde totiž kolem půlnoci zjevovat záhadný rytíř v brnění a s halapartnou v ruce, který bývá viděn též na Špitálském předměstí pod Kadaňským hradem.